# Гуанъу-ди
Гуанъу-ди (кит. 光武帝, пиньинь Guāngwǔ dì), личное имя Лю Сю (кит. трад. 劉秀, упр. 刘秀, пиньинь Liú Xiù, 5 год до н. э. — 57 год), взрослое имя Лю Вэньшу (кит. трад. 劉文叔, упр. 刘文叔) — император Китая в 25-57 годах. Первый император поздней империи Хань. Энергично возобновил начатые неудачливым Ван Маном реформы, направленные на укрепление государственной власти и ослабление элиты на местах. Раздал народу почти всю землю, конфискованную у богатых, радикально снизил налоги, освободил частных рабов. В начале правления окончательно подавил восстание краснобровых, которое и привело в итоге к восстановлению империи Хань.

## Происхождение и молодые годы
Лю Сю принадлежал к шестому поколению потомков императора Цзин-ди. Отец Лю Сю — Лю Цинь — управлял уездом Наньдунь (南頓令). Отец Лю Циня — Лю Хуэй — был заместителем военного губернатора округа Цзюйлу (鉅鹿都尉). Отец Лю Хуэя — Лю Вай — возглавлял округ Юйлинь (鬱林太守). Лю Вай был сыном Чунлинского Цзе-хоу (舂陵節侯) Лю Мая. Лю Май был сыном Чаншаского Дин-вана (長沙定王) Лю Фа — сына императора Цзин-ди и брата императора У-ди.
Лю Цинь был женат на дочери некоего Фань Чуна, и у него родилось три сына — Лю Янь, Лю Чжун и Лю Сю. Лю Цинь умер рано, и три брата воспитывались у дяди Лю Ляна.

## Участие в восстании брата
Когда в 22 году практически вся страна восстала против основанной узурпатором Ван Маном империи Синь, Лю Янь также подготовил своё восстание. Он планировал вместе с братьями, а также Ли Туном и его кузеном Ли И похитить губернатора Наньянского округа и призвать жителей округа присоединиться к восстанию. Но молодёжь из их родных мест в Чунлине испугалась, и согласилась присоединиться к восстанию лишь тогда, когда к нему согласился примкнуть Лю Сю, рассудив, что если уж такой осторожный человек, как Лю Сю, решил участвовать в восстании, то дело верное. Однако известия о плане восстания просочились наружу, и Ли Тун с Ли И чудом избежали гибели (хотя их семьи были вырезаны). Лю Янь изменил план, и убедил присоединиться к нему две группировки войск горы Люйлинь. Поначалу они одержали ряд побед, и, воодушевлённый успехами, Лю Янь повёл войска прямо на столицу Наньянского округа Ваньчэн, где потерпел тяжёлое поражение. Лю Янь, Лю Сю и их сестра Лю Боцзи сумели спастись, однако брат Лю Чжун и сестра Лю Юань погибли в битве. Союзники Лю Яня хотели покинуть его, однако тот сумел уговорить их остаться, а также уговорил присоединиться ещё один отряд «войск горы Люйлинь». В 23 году они одержали крупную победу над синьскими войсками и убили наньянского губернатора.

## В подчинении императора Гэнши-ди
Военные успехи сделали Лю Яня популярным среди повстанцев, и многие хотели видеть его на троне восстановленной династии Хань, однако его энергичная фигура не устраивала лидеров восставших, и они предпочли возвести на трон его троюродного брата — слабого Лю Сюаня, взявшего тронное имя «Гэнши-ди», а Лю Янь стал главным министром (大司徒); Лю Сю, как и многие другие вожди повстанцев, получил титул «генерал».
Объявив о восстановлении империи Хань, Гэнши-ди стал главной угрозой режиму Ван Мана, и тот послал против повстанцев 430-тысячное войско под руководством своего кузена Ван И и главного министра Ван Сюня. Проханьские силы были в этот момент разделены на две части: группировка под руководством Лю Яня продолжала осаждать Ваньчэн, а другая группа, возглавляемая Ван Фэном, Ван Чаном и Лю Сю, отступила к небольшому городку Куньян. Повстанцы в Куньяне хотели разбежаться перед лицом приближающихся синьских сил, но Лю Сю уговорил их удерживать город, пока он соберёт в прилегающих регионах доступные войска и ударит по синьским войскам с тыла.
План Лю Сю сработал. Обеспокоенные атаками с тыла, Ван И и Ван Сюнь повели против Лю Сю десятитысячный отряд. В последовавшей битве этот отряд был разгромлен, а Ван Сюнь погиб. Гарнизон Куньяна ударил по синьским войскам с тыла, и те в панике рассеялись; Ван И вернулся в Лоян, имея с собой лишь несколько тысяч человек. Это стало началом коллапса империи Синь.
Многие были недовольны тем, что императором восстановленной империи Хань был избран Лю Сюань, а не Лю Янь. Когда один из сторонников Лю Яня — Лю Цзи — стал критиковать императора, то Лю Сюань приказал арестовать его и казнить. Лю Янь попытался вмешаться, и тогда Гэнши-ди, подзуживаемый переметнувшимся на его сторону Ли И и Чжу Вэем, воспользовался этой возможностью чтобы казнить и Лю Яня. Узнав о казни брата, Лю Сю тут же оставил армию и отправился во временную столицу повстанцев в Ваньчэн молить о прощении; он даже не стал носить траур по брату. Устыдившись содеянного, Гэнши-ди, чтобы загладить чувство вины, дал Лю Сю титул «Усиньский хоу» (武信侯).
Вскоре войска повстанцев взяли столицу Чанъань, Ван Ман был убит в бою, и вся страна номинально признала Гэнши-ди императором. Гэнши-ди планировал сделать столицей страны Лоян, и назначил Лю Сю наместником будущего столичного региона. Он оказался хорошим администратором, и быстро отстроил здания дворцов и государственных учреждений.
Регионы к северу от Хуанхэ продолжали волноваться, и по совету своего кузена Ли Цы, ставшего главным министром после казни Лю Яня, император осенью 23 года отправил туда Лю Сю, чтобы тот умиротворил эти земли. Поначалу Лю Сю был с радостью встречен местными жителями, и именно там к нему присоединились его будущие сподвижники Дэн Юй, Фэн И и Гэн Чунь. Дэн Юй, видя отсутствие у Гэнши-ди способностей к управлению, начал подстрекать Лю Сю к провозглашению независимости.
Вскоре страна вновь начала разваливаться. Уже зимой 23 года гадальщик из Ханьданя по имени Ван Лан заявил, что на самом деле он Лю Цзыюй — сын императора Чэн-ди; регионы к северу от Хуанхэ признали его императором. Весной 24 года силы под командованием Лю Сю были вынуждены отступить в город Цзи. Вскоре восстали и эти земли, и Лю Сю чуть не погиб от рук мятежников. Ему удалось добраться до округов Синьду и Хэжун, чьи правители оставались лояльными императору Гэнши-ди. С их помощью, а также с помощью Чжэндинского князя Лю Яна, у которого было 100 тысяч солдат, ему удалось собрать войска и разгромить повстанцев; Ван Лан был схвачен и казнён. После этого император сделал Лю Сю Сяоским князем и призвал его обратно в столицу, но Гэн Янь убедил Лю Сю, что тому стоит проводить собственный курс, так как люди недовольны императорским правлением, и поэтому Лю Сю ответил, что регион ещё не умиротворён полностью и ему нужно остаться на месте.
К осени 24 года Лю Сю покончил с основными крестьянскими восстаниями, частично включив повстанцев в состав своих войск. Также он стал заменять чиновников, лояльных Гэнши-ди на тех, кто был преданы лично ему. Когда группировка «краснобровых» решила сместить Гэнши-ди и двинулась на столицу, Лю Сю не стал вмешиваться, а оставался в стороне, накапливая силы и расставляя своих людей в регионах. Летом 25 года Лю Сю в Лане объявил себя императором, взяв тронное имя «Гуанъу».

## Император Восточной Хань
Вскоре после того, как Гуанъу-ди провозгласил себя императором, «краснобровые» свергли Гэнши-ди и убили его, а императором провозгласили 15-летнего Лю Пэнцзы. Однако «краснобровые» оказались ещё худшими управленцами, чем Гэнши-ди. Разграбив территорию и восстановив против себя местное население, они попытались вернуться в свои родные места (в современных провинциях Шаньдун и Цзянсу), но силы Гуанъу-ди преградили им путь под Ияном. «Краснобровые» были вынуждены сдаться, и были прощены.
Однако крупные территории страны по-прежнему контролировались местными князьями, которые либо признавали императора лишь номинально, либо даже объявили о своей независимости. Гуанъу-ди предпочитал не вести с ними войну на уничтожение, а договариваться, и к 30 году сумел подчинить Восточной Хань практически весь восточный Китай. В 30-35 годах была покорена территория современной провинции Ганьсу, а в 36 году — территория современной провинции Сычуань.
В 37 году, когда объединение страны было, фактически, завершено, император раздал своим генералам земли в удельные владения, однако не стал давать им постов в правительстве, продолжая, однако прислушиваться к их советам. Таким образом он смог сохранить хорошие отношения со своими бывшими соратниками, и в то же время давать должности, полагаясь на компетентность, а не на личные заслуги.
В 40 году в завоёванном ранее государстве вьетов началось восстание сестёр Чынг. В 41 году император отправил туда генерала Ма Юаня, и к 43 году восстание было подавлено. С северными кочевниками крупных войн не было, но из-за набегов хунну, сяньбийцев и ухуаней северные части империи оставались слабозаселёнными. В 46 году мелкие царства Западного края, страдая от гегемонии государства Шачэ, подали петицию с просьбой о восстановлении существовавшего при Западной Хань поста губернатора Западного края. Однако император отказал им в поддержке, сославшись на то, что империя сейчас настолько стеснена в средствах, что не сможет защитить Западный край, после чего царства Западного края покорились хунну.
В 46 году скончался хуннский шаньюй Юй, и начался конфликт из-за престолонаследия. В 47 году претендент Пуну заявил о покорности ханьскому императору, а в 48 году то же самое сделал и другой претендент — Би. Расколотые хунну перестали совершать набеги на китайские земли.

## Отражение в современном языке
В современном китайском языке есть чэнъюй «получив Ганьсу желать Сычуань» (кит. 得陇望蜀), образно обозначающий чувство ненасытности. Он происходит из приказа «умиротворив» Ганьсу атаковать и захватить Сычуань, который в 32 г. н. э. отдал Гуанъу-ди своему генералу Цэнь Пэну. Этот приказ цитируется в биографии Цэнь Пэна (кит. 岑彭传), помещённой в «Хоу Ханьшу».